# Fluor
Pour l’article homonyme, voir Fluor (maladie professionnelle).

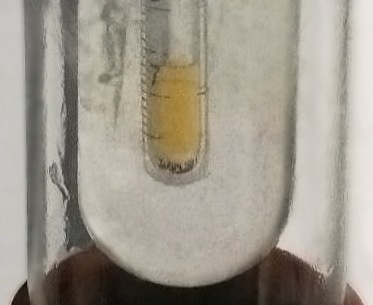
Un tube contenant du fluor dans un bain de liquide cryogénique.

Le fluor est l'élément chimique de numéro atomique 9, de symbole F. C'est le premier élément du groupe des halogènes. Le corps simple correspondant est le difluor (constitué de molécules F2), souvent appelé simplement fluor.
Le seul isotope stable est 19F. Le radioisotope le moins instable est 18F, dont la demi-vie est d'un peu moins de 2 h et qui se transmute en oxygène 18 (dans 97 % des cas par désintégration β+ et sinon par capture électronique).
Le fluor est le plus réactif des éléments chimiques, il est d'ailleurs généralement lié à d'autres éléments. Il possède la plus forte électronégativité, d'une valeur de 3,98. Il est le 13e élément le plus abondant dans la croûte terrestre. Quelques plantes et certaines bactéries peuvent synthétiser des composés fluorés, mais le fluor n'a aucun rôle métabolique chez les mammifères [source insuffisante].
Aux conditions normales de température et de pression, le corps simple fluor se présente sous forme de difluor F2, gaz diatomique jaune pâle, très toxique et extrêmement corrosif. Le point de fusion du difluor est de −219 °C et son point d'ébullition de −188 °C, températures entre lesquelles le difluor est liquide, avec une masse volumique de 1 500 kg/m3. Le fluor provoque de très graves brûlures au contact de la peau, des muqueuses, et des os. Georgius Agricola décrivait déjà l'existence du fluor en 1530 mais cet élément n'a été isolé qu'en 1886, par Henri Moissan.

## Histoire
Le fluor (du latin fluor signifiant flux ou courant) est d'abord mentionné au XVIe siècle par Basile Valentin sous le nom de Flußspat puis décrit par Georgius Agricola en 1530, sous sa forme de fluorine, comme une substance utilisée pour promouvoir la fusion des métaux ou des minéraux.

### Découvertes incomplètes
Il a été dit que Heinrich Schwanhard utilisait de l'acide fluorhydrique pour graver le verre. Les premières explications du processus de formation de l'acide fluorhydrique furent publiées en 1725 par George Weygand, qui les tenait de Matthäus Pauli, qui lui-même les tenait d'un verrier anglais. En 1768, Andreas Marggraf décrivit la première observation de cette réaction chimique.
Inspiré par les publications d'Andreas Marggraf, Carl Scheele commença dès 1771 à chercher la nature chimique du fluor, ainsi que le détail de ses réactions avec les acides. Il observa que le fluor attaquait le verre par des fumées obtenues en chauffant lentement un mélange de fluorine et d'acide sulfurique. Les résidus solides qui se trouvaient dans le mélange étaient extraits avec de l'eau, et révélaient la présence de chaux par addition d'ammoniaque. Les fumées combinées avec de l'eau formaient une masse blanche, identifiée comme de la silice. Ainsi, la solution obtenue présentait une réaction acide, que Carl Scheele nomma acide fluorhydrique (HF). Scheele réunit tous les résultats de ses expériences et montra comment identifier cet acide. Le fait que le fluor était capable de graver le verre permit à Jacob Berzelius d'en trouver dans de l'eau en 1822.
Certains chercheurs contestèrent que l'acide fluorhydrique était vraiment un acide. C'est seulement après que l'acide chlorhydrique fut identifié comme un composé d'hydrogène et qu'un nouvel élément appelé chlore fut découvert que certains chercheurs pensèrent que l'acide fluorhydrique était lui aussi un composé d'hydrogène et d'un autre élément aux propriétés proches du chlore. Ils proposèrent de nommer cet élément inconnu fluor, puis phtor (d'après la racine grecque φθερ-/φθορ- marquant l'idée de « destruction »), en raison des propriétés destructives de ses composés. Ce terme de phtor ne fut accepté qu'en grec, russe et quelques autres langues sous l'influence du russe.

### Recherches sur l'isolement du fluor
Le fluor ne put être isolé pendant de nombreuses années, car, à peine séparé, il attaque immédiatement les restes de son composé.
Gay-Lussac et Thénard furent les premiers à tenter d'isoler cet élément. Leur préparation d'acide fluorhydrique fumait fortement dans l'air, dissolvait rapidement le verre, et causait de graves brûlures au contact de la peau. Ces expériences, et d'autres encore, avec des manipulations imprudentes, se soldaient souvent par des intoxications ou des morts.
Antoine Lavoisier expérimenta aussi l'acide fluorhydrique (solution de fluorure d'hydrogène HF dans l'eau). Certaines de ces expériences menées pour isoler le fluor se terminèrent tragiquement, du fait du danger inhérent à cette substance.
Humphry Davy chercha à montrer que l'acide fluorhydrique ne contenait pas d'oxygène. Il neutralisa l'acide avec de l'ammoniaque pur. La solution obtenue ne présentait pas d'eau, et donc pas d'oxygène. Ses expériences suivantes à partir d'électrolyses échouèrent. Puis il fit réagir le chlore avec des fluorures, sans plus de succès. Il en conclut que le fluor avait une activité chimique plus importante que les autres éléments.
En 1833, Aimé mit en présence du fluorure d'argent (AgF) avec du chlore dans un vase de verre. Ces expériences ne furent pas plus satisfaisantes que celles de Davy. Les frères Knox répétèrent cet essai dans un appareil en fluorure de calcium (CaF2). Mais il est très difficile de déshydrater le fluorure d'argent, et leur expérience échoua. En 1848, Louyet reprit des expériences analogues, en remplaçant le fluorure d'argent par du fluorure de mercure. Aucune de ces expériences ne permit d'isoler le fluor. Edmond Frémy démontra ensuite que l'action du chlore sur le fluor ne l'isole pas. Il démontra aussi l'existence de plusieurs fluorures.
En 1869, Georges Core produisit une petite quantité de fluor grâce à une électrolyse. Mais dans son expérience, du fluor gazeux et de l'hydrogène gazeux se formaient sur les deux électrodes, alors qu'il ne savait pas que le fluor et l'hydrogène gazeux se combinaient de manière explosive.
Bien que le fluor ne soit pas encore vraiment isolé, Mendeleïev le plaça dans sa classification périodique en 1869.

### Travaux de Moissan

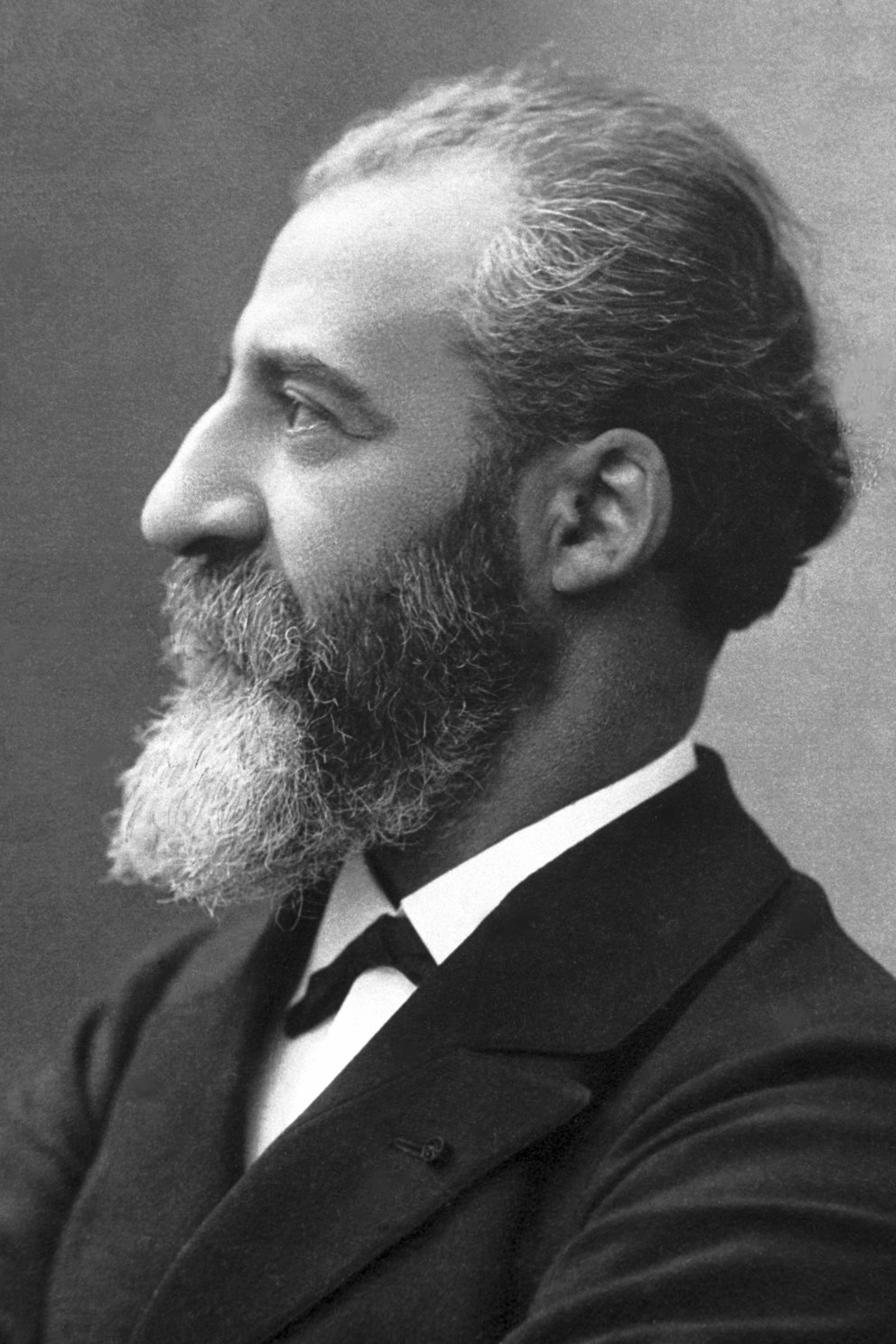
Henri Moissan, premier chimiste à avoir isolé le fluor.

Ce n'est que le 26 juin 1886 qu'Henri Moissan parvint à isoler le fluor (sous forme gazeuse) par électrolyse de fluorure d'hydrogène (HF), avec du bifluorure de potassium comme électrolyte et des électrodes en platine iridié, sous une tension de 50 volts. L'ensemble de l'expérience était menée dans un tube en U en platine bouché par des cylindres en fluorine,. Le difluor pur apparaissait à l'anode et le dihydrogène à la cathode. Henri Moissan dut mener cette expérience à basse température (−50 °C) pour maintenir le fluorure d'hydrogène à l'état liquide, car ce dernier bout à 19 °C. Cette découverte, rapportée à l'Académie des sciences deux jours plus tard, lui valut le prix Nobel de chimie en 1906, conjointement à sa mise au point d'un four à arc électrique. 
L'isolement du fluor fut un défi majeur en raison de sa réactivité exceptionnelle, qui attaque la plupart des matériaux expérimentaux, à l'exception du platine. Moissan avait ainsi réussi là où des chimistes parmi les plus grands avaient échoué, comme décrit dans la section précédente : H. Davy (1813-14), G. Aimé (1833), M. Faraday (1834), C.J. et T Knox (1836), P. Louyet (1846), E. Frémy (1854), H. Kammerer (1862) et G. Gore (1870).
Moissan a ensuite perfectionné la méthode de préparation du fluor, étudié ses propriétés physiques et chimiques (notamment à hautes températures, grâce à son four à arc électrique), et synthétisé divers fluorures inorganiques et dérivés organofluorés, parfois en collaboration avec ses élèves.

## Propriétés atomiques et nucléaires
Le fluor est le premier élément de la colonne des halogènes. C'est un élément très actif chimiquement.
L'atome de fluor possède 9 électrons, 2 sur la couche K et 7 sur la couche L. Sa configuration électronique est 1s2 2s2 2p5, qu'on peut écrire [He] 2s2 2p5 pour mettre en exergue la couche de valence. Pour respecter la règle de l'octet (8 électrons sur la couche de valence), le fluor neutre peut gagner un dixième électron et former ainsi l'ion fluorure F−.

### Isotopes
Le fluor possède en tout dix-huit isotopes mais seul le fluor 19 (19F) est stable, faisant du fluor un élément monoisotopique. Les autres isotopes les plus stables sont le fluor 18 (18F) d'une demi-vie de 1,8293 h, soit environ 110 min, et le fluor 20 (20F) d'une demi-vie de 11,163 s. Sur Terre, il n'y aucun fluor 18 naturel car aucun processus naturel ne conduit à sa formation et donc l'abondance du fluor 19 est de 100 %, faisant du fluor également un élément mononucléidique ; 19F étant le seul isotope naturel, cela permet de connaître sa masse molaire avec une très grande précision. Tous ses isotopes non stables se transforment en isotopes de l'oxygène ou en isotopes du néon.
L'isotope le plus abondant, le fluor 19, provient de la nucléosynthèse stellaire (cycle CNO III ou IV).
18
8O + 1
1p ⟶ 19
9F + γ.
Il est parfois produit sur Terre par désintégration bêta de l'oxygène 19 (19O) ou par capture électronique du néon 19 (19Ne). Dans le cas de la capture électronique, un proton du néon capture un électron ce qui le transforme en neutron. Dans le cas de la désintégration β−, un neutron de l'atome d'oxygène est converti en proton :
e− + 19
10Ne ⟶ 19
9F + νe ;
19
8O ⟶ 19
9F + e− + νe.
Le fluor 19 possède 19 nucléons dont 10 neutrons et 9 protons, atome de masse atomique de 18,998 403 2 g/mol. Il est caractérisé par un excès de masse de −1 487,445 1 ± 8 keV et une énergie de liaison nucléaire de 7 779 ± 0 keV.
On peut fabriquer d'autres isotopes par réactions nucléaires, instables, qui se désintègrent rapidement ; peu dépassent la minute. L'isotope ayant la demi-vie la plus courte est le fluor 16, qui se désintègre par émission d'un proton en 11,4 zs (1,14 × 10−20 s). Le fluor 17 se désintègre par capture électronique en 64,49 s. Les fluor 20, fluor 21, fluor 22, fluor 23, fluor 24 et fluor 25 se désintègrent par désintégration β− en 11 s, 4,158 s, 4,23 s, 2,23 s, 0,34 s et 0,059 s, respectivement.
Le fluor 18 est le radioisotope le plus stable qui puisse être fabriqué. Sa demi-vie est d'environ 109,77 min. Ce nucléide compte 9 protons et 9 neutrons pour une masse atomique de 18,000 937 g/mol. Il est caractérisé par un excès de masse de 873,1 ± 0,5 keV et une énergie de liaison nucléaire de 7 631,638 ± 0,026 keV.

### Spectre d'émission
Au XIXe siècle, peu de temps avant l'isolation de l'élément, le savant Georges Salet a déterminé quelques raies du fluor en comparant le spectre d'émission du chlorure et du fluorure de silicium. Les Fα présentent des raies à 692, 686 et 678 nm environ chacune. Les Fβ présentent une raie à 640 nm et les Fγ à 623 nm. Henri Moissan a repris les expériences de Salet et a utilisé des électrodes de platine puis des électrodes d'or. Il a pu comparer le spectre de Salet avec ceux fournis par certains fluorures. Avec les électrodes de platine, on obtient plusieurs raies de longueur d'onde 744, 740, 734, 714, 704, 691, 687,5, 685,5, 683,5, 677, 640,5, 634 et 623 nm alors que les électrodes d'or ne permettent pas d'avoir les longueurs d'onde 744 et 740 nm.

## Corps simple
Le corps simple fluor est ordinairement diatomique (difluor F2), mais il peut être monoatomique. Le difluor est un gaz jaune verdâtre d'une odeur piquante et irritante, toxique, non combustible mais capable d'oxyder (comburant) dangereusement vite tout ce qui peut brûler dans l'air, et même l'eau, le verre ou le sable ordinaires réagissent dans une atmosphère de fluor.

### Propriétés physiques
La première densité du fluor a été calculée par Henri Moissan à partir d'une expérience où il a recueilli du fluor et de l'air dans un flacon de platine. Henri Moissan a obtenu une densité de 1,264 à 0 °C et 760 mmHg. Il a ensuite calculé la densité théorique en multipliant la densité de l'hydrogène et le poids atomique du fluor, et il a trouvé 1,316.

### Propriétés chimiques
Le difluor pur est un gaz jaune pâle corrosif : c'est un oxydant puissant.
Le fluor est un gaz ininflammable mais qui peut produire une flamme en réagissant avec de nombreuses substances chimiques. Il peut réagir violemment avec un grand nombre de composés chimiques. Avec l'eau, même à basse température, il forme de l'ozone et de l'acide fluorhydrique :
3 F2 + 3 H2O → O3 + 6 HF.
Même dans des conditions de basse température et sans lumière, le difluor réagit de façon explosive avec le dihydrogène, même en dessous de −250 °C lorsque le fluor est solide et l'hydrogène liquide. Dans un jet de gaz difluor, le verre, les métaux, l'eau et d'autres substances brûlent avec une flamme lumineuse.

### Préparation
Le fluor a une telle affinité pour la plupart des éléments, en particulier pour le silicium (Si), que le difluor ne peut ni être préparé ni être conservé dans des récipients de verre (constitués principalement de silice SiO2). Il est en conséquence manipulé dans le téflon, un polymère appelé Kel-F ou dans les récipients en nickel. Dans ce dernier cas, la surface du récipient est initialement (et une fois pour toutes) passivée par un premier contact avec le difluor.
Le difluor, F2, est aujourd'hui encore produit industriellement grâce au procédé d'électrolyse introduit par Henri Moissan en 1886. Le bain électrolytique est constitué d'un mélange KF-2HF fondu à 90 °C – 100 °C environ. Le HF anhydre n'est pas conducteur car peu dissocié et c'est l'ajout de KHF2 qui permet la conduction ionique par un mécanisme complexe.
Lors de la réaction d'électrolyse, le difluor est produit sur une anode en carbone selon :
2 HF2− → F2(g) + 2 HF + 2 e−.
À la cathode (en métal), du dihydrogène est produit :
4 HF + 2 e− → H2(g) + 2 HF2−.
Dans la cellule d'électrolyse, le potentiel appliqué est compris entre 8 et 10 V, et la densité de courant est de l'ordre de 12 A dm−2. Le rendement en courant est bon (95 %), mais le rendement énergétique global n'est que de 30 %.
En 1986, à l'occasion du centième anniversaire de la découverte de la préparation électrochimique du fluor, Karl Christe a découvert une méthode originale et purement chimique de préparation en faisant réagir à 150 °C de l'acide fluorhydrique anhydre HF avec K2MnF6 et SbF5. La réaction est :
K2MnF6 + 2 SbF5 → 2 KSbF6 + MnF3 + 1/2 F2.
Ce procédé est anecdotique car inexploitable industriellement.

## Composés chimiques
Élément le plus réactif et le plus électronégatif, le fluor forme des composés avec la plupart des autres éléments, y compris les gaz rares xénon et radon avec lesquels le difluor réagit directement.

### Oxydes
Les oxydes de fluor sont composés de O et de F mais peuvent former des liaisons avec d'autres halogènes et former FnXOm (où X=Cl, I ou Br). Ces composés ressemblent aux fluorures d'halogènes structurellement et chimiquement. Ils se comportent notamment comme des acides ou bases de Lewis.
Six fluorures d'oxygène et chlore sont possibles mais seulement 5 ont été caractérisés : FClIIIO, FClVIIO3, FClVO2, F3ClVO et F3ClVIIO2. Le sixième composant est F5ClVIIO.
FClO peut être obtenu par la réaction : ClF3 + H2O → FClO + 2 HF, mais ce composé est très instable (sa demi-vie est de 25 s à température ambiante) et se décompose en FClO2 et ClF.
F3ClO est un composé stable à température ambiante et est un bon agent oxydant. Il réagit avec divers composés (comme à haute température ou radiation UV). Il peut être hydrolysé en FClO2 et HF. Il réagit souvent comme une base de Lewis. Sa production se fait selon la réaction en présence de NaF :
Cl2O + 2 F2 → F3ClO + ClF.
Cette réaction est relativement dangereuse au vu de l'explosivité de Cl2O et peut donc être préparée de la même manière avec ClONO2.
FClO2 est également un très bon oxydant qui peut exploser avec SO2 même à très basse température. Il est produit par la réaction :
6 NaClO3 + 4 ClF3 → 6 FClO2 + 6 NaF + 2 Cl2 + 3 O2.
Seulement trois fluorures d'oxygène et brome sont possibles : FBrO2, F3BrO et FBrO3. Ces composés sont moins stables que leurs équivalents chlorés et plus réactifs.
Pour l'iode, il existe : FIO2 et F3IO où I a un degré d'oxydation de +V ; FIO3, F3IO2 et F5IO où I est au degré +VII.

### Minéraux
Parmi ces minéraux, la fluorine est un fluorure de calcium de composition CaF2.

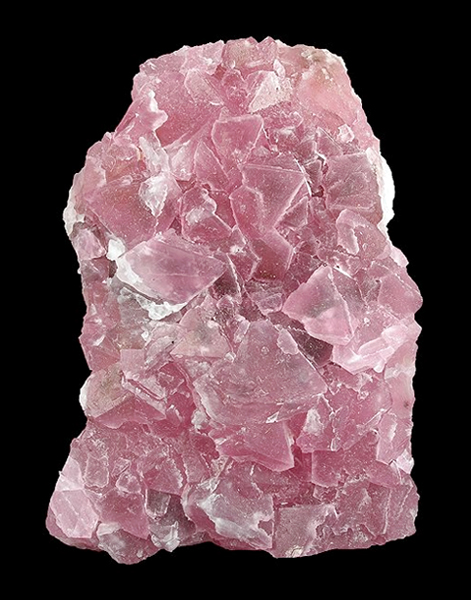
Fluorite.
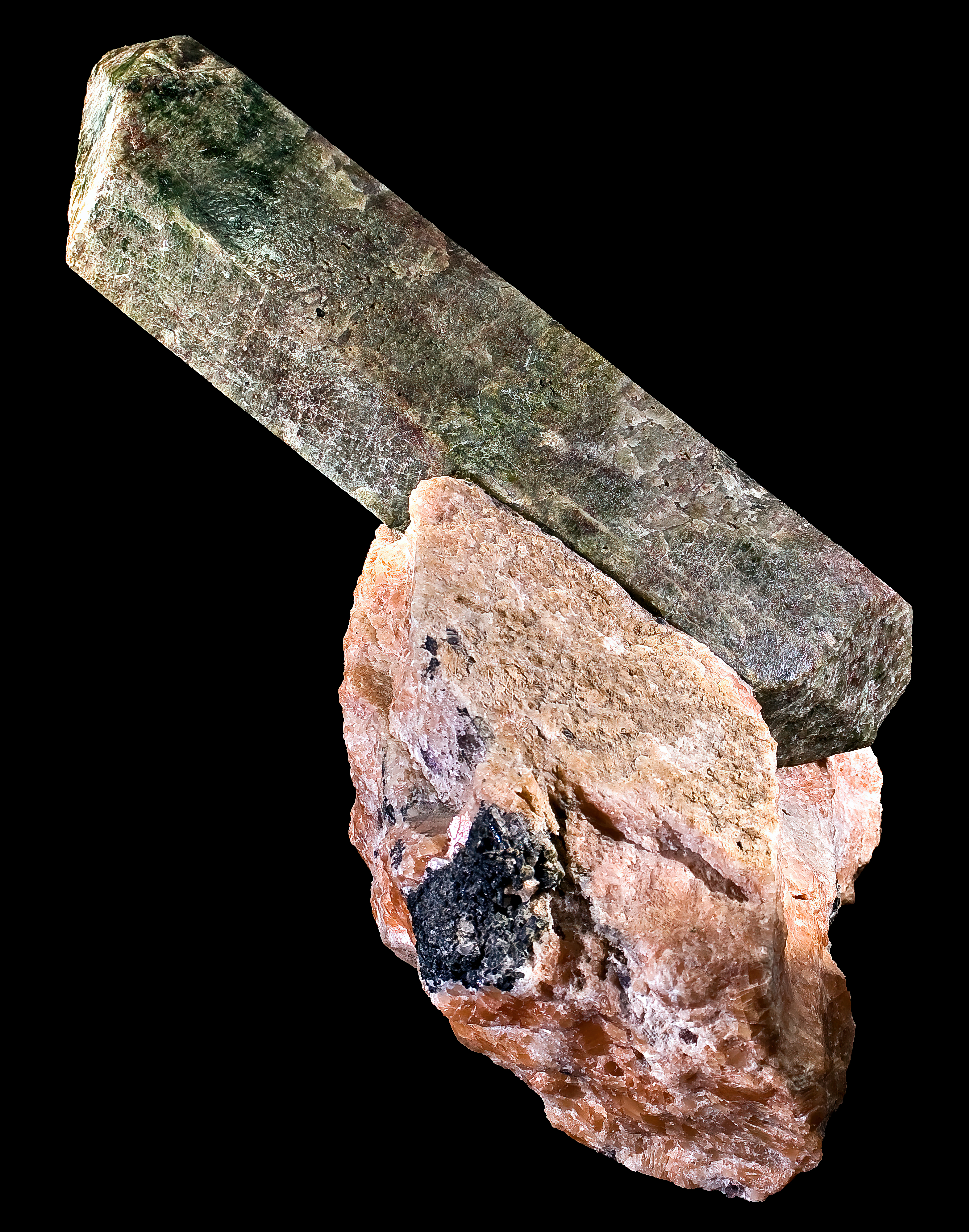
Fluorapatite.
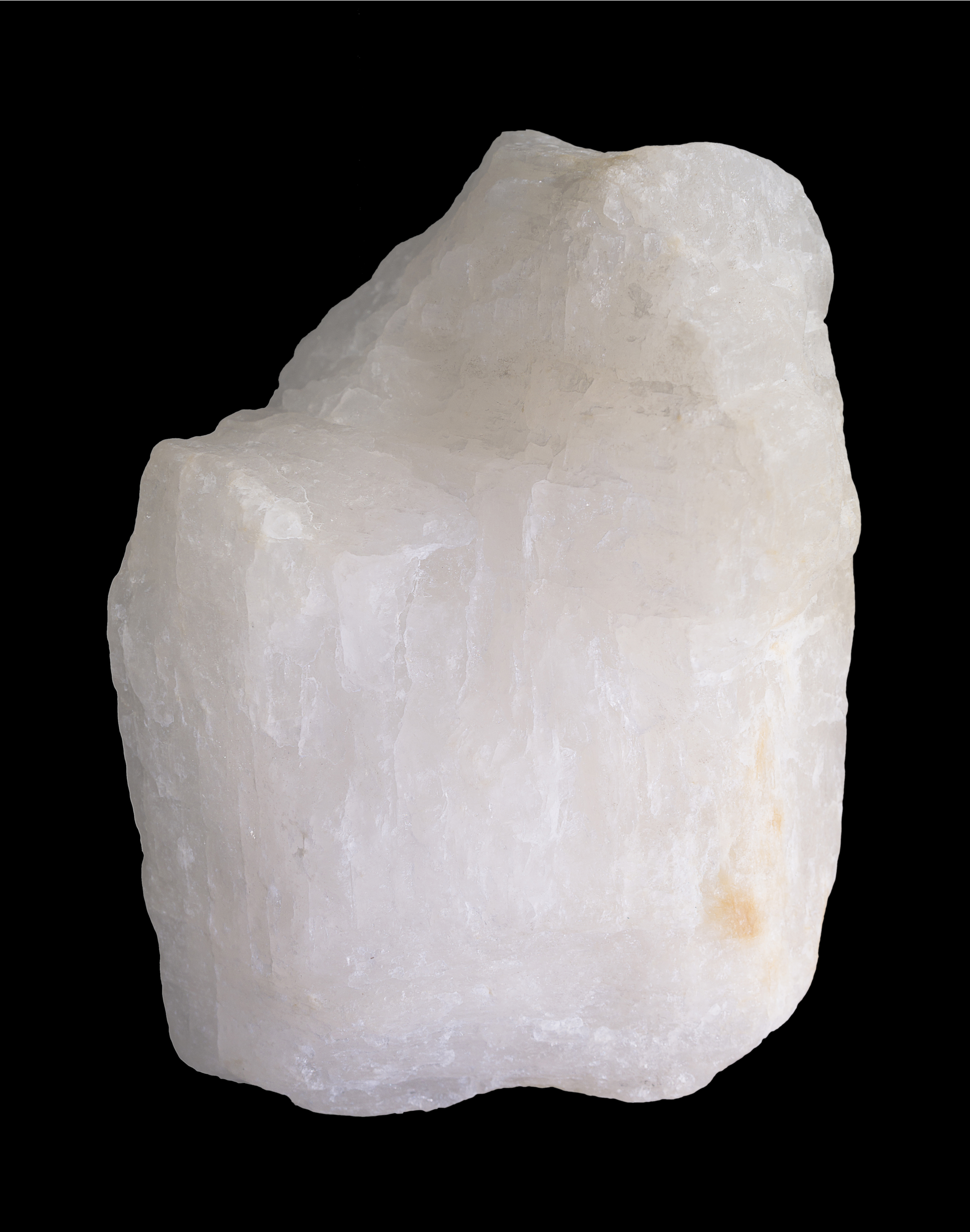
Cryolite.

## Utilisation
Le difluor est trop réactif pour une utilisation directe à l'état pur. Ses nombreux composés chimiques ont par contre une multitude d'applications :
- le fluor entre dans la composition de matières plastiques à faible coefficient de friction : les fluoropolymères, tel le PTFE (polytétrafluoroéthylène), commercialement connu entre autres sous la marque Téflon ;
- le fluor entre aussi dans la composition des tensioactifs fluorés ;
- de nombreux gaz fluorés, par exemple les fréons, sont utilisés en tant que fluide frigorigène dans les systèmes de réfrigération et d'air conditionné. Les chlorofluorocarbures (CFC) ont cependant été bannis de ces applications à cause de leur contribution probable au trou de la couche d'ozone et à l'effet de serre ;
- l'acide fluorhydrique (HF) a la propriété unique de pouvoir dissoudre presque tous les oxydes inorganiques. Il est de fait utilisé pour attaquer le verre, pour éliminer les oxydes de surface du silicium dans l'industrie des semi-conducteurs, comme catalyseur des réactions d'alkylation de l'isobutane et du butène dans le raffinage du pétrole et pour éliminer des impuretés oxydées de l'acier inoxydable ;
- dans le cycle du combustible nucléaire, l'hexafluorure d'uranium UF6 est utilisé pour séparer les différents isotopes de l'uranium par diffusion gazeuse. Il est produit dans un four à flamme par réaction chimique du difluor avec le tétrafluorure d'uranium UF4. Dans ce cadre, le difluor a été utilisé lors de l'élaboration de la bombe atomique, à l'occasion du Projet Manhattan ;
- la cryolithe, un minéral composé de fluorure de sodium et d'aluminium (Na3AlF6), est utilisée comme électrolyte dans la production d'aluminium par électrolyse ;
- le fluor monoatomique est utilisé pour le « plasma ashing » dans la fabrication des semi-conducteurs ;
- avec d'autres composés, le fluor est utilisé dans la fabrication de plus d'une centaine de composés fluorés commerciaux, tels que le plastique haute température ;
- l'isotope radioactif 18F du fluor, émetteur de positons, est le noyau le plus utilisé dans la technique de tomographie par émission de positons (TEP, une technique de visualisation médicale non invasive) de par sa demi-vie de 110 minutes, relativement longue ;
- le fluorure de sodium a été utilisé comme insecticide, particulièrement contre les cafards, ou comme dératiseur ;
- des fluorures sont ajoutés au sel (42 % du sel vendu aux ménages français est iodé et fluoré[30]) et aux dentifrices, ou parfois dans certaines sources d'eau ou dans certains aliments pour lutter contre les caries dentaires. Cette utilisation est contestée par différents associations et groupes de pression de consommateurs dans le monde[31]. L'Afssaps a d'ailleurs modifié en décembre 2008 ses recommandations sur la prescription fluorée[32] et ne recommande plus de supplément entre 0 et 6 mois. Au-delà, l'apport de fluor est réservé aux enfants à risque carieux élevé ;
- comme arme chimique, le fluor est utilisé dans les gaz sarin (classifié comme arme de destruction massive par la résolution 687 du Conseil de sécurité des Nations unies) et soman, entre autres ;
- certains antidépresseurs comme la fluvoxamine, la paroxétine, l'escitalopram, la fluoxétine (Prozac), etc. contiennent du fluor.

La première production industrielle de difluor eut lieu lors de la fabrication de la bombe atomique, dans le cadre du projet Manhattan lors de la Seconde Guerre mondiale, où l'hexafluorure d'uranium UF6, qui est un composé moléculaire volatil, était utilisé pour séparer les différents isotopes de l'uranium par diffusion gazeuse. Ce procédé est d'ailleurs toujours mis en œuvre lors de la fabrication du combustible nucléaire utilisé dans les centrales nucléaires actuelles.

## Propriétés biologiques

### Rôle biologique chez l'humain
Le fluor est connu pour son effet cariostatique. Il agit en se fixant sur l'émail des dents : l'ion hydroxyde de l'hydroxy-apatite Ca5(PO4)3(OH) qui constitue l'émail des dents est partiellement remplacé par des ions fluorures pour donner de la fluroapatite Ca5(PO4)3(F). L'ion fluorure étant une base plus faible que l'hydroxyde, l'émail devient plus résistant à l'acide qui se libère localement dans le milieu buccal après un repas.
Le fluorure peut être amené au niveau des dents de deux manières :
- par voie locale : c'est la voie à privilégier, qui présente le plus d'avantages et le moins d'effets secondaires. L'intermédiaire est le dentifrice. La concentration en fluor des dentifrices pour adultes est relativement constante : 1 000 à 1 500 ppm. Le fluor contenu dans le dentifrice se fixe sur les dents lors du brossage. La durée de brossage doit donc être suffisante (trois minutes matin et soir) ;
- par voie systémique : cette voie est utilisable seulement pendant la formation des dents, soit depuis la naissance jusqu'à 12 ans. L'intermédiaire est soit du fluor en comprimés (prescrits par le dentiste), soit une source alimentaire : eau ou sel de cuisine.

Dans ce cas, il faut être vigilant sur la quantité totale de fluor ingérée, et ne pas multiplier les sources.
- Doses recommandées par l'OMS : 0,05 mg/kg/jour.
- Doses à risque de fluorose : 0,1 mg/kg/jour.

Les enfants avalent toujours une partie du dentifrice, d'autant plus qu'ils sont jeunes. L'ingestion de dentifrice diminue avec l'âge : de 2 à 4 ans, 50 % du dentifrice est avalé ; de 4 à 6 ans, 30 % du dentifrice est avalé ; à 6 ans et plus, 10 % du dentifrice est avalé. Il est donc très important d'adapter la concentration de fluor à l'âge de l'enfant.
Les recommandations sur la concentration et la quantité de dentifrice indiquent qu'à partir de 3 ans, un dentifrice doit avoir une trace de fluor (250 ppm) ; puis progressivement, jusqu'à 6 ans, on augmente la quantité, 500  à   1 000 ppm. Après 6 ans, la concentration atteint 1 000  à   1 500 ppm, en continuant d'augmenter la dose.
Les boissons acides telles que le Coca-Cola dissolvent le fluorure de calcium déposé sur la surface des dents. Le fluorure de calcium a par conséquent une durée de vie faible dans une bouche fréquemment lavée par des sodas. L'application locale de fluor en vue de prévenir ou de reminéraliser les lésions dentaires provoquées par les sodas (lorsque leur consommation est maintenue) est donc sans fondements théoriques. Dans des conditions normales (sans présence régulière de liquide acide dans la bouche), une réduction des incidences de caries a été notée après plusieurs mois d'application de fluorure de calcium.

## Toxicité et écotoxicité

### Écotoxicologie
Du fluor gazeux et/ou particulaire est émis dans l'air par certaines usines. Au début des années 1970, à titre d'exemple, à Martigny, une usine fonctionnant « en continu » produisait environ 10 000 t d'aluminium par an, en rejetant 160 à 200 tonnes de fluor par an dans l'air, dont 25 % environ sous forme gazeuse selon ADENU (1976), conjointement à d'autres rejets gazeux acidifiants.
Le fluor est émis sous diverses formes (ex : production d'aluminium, source de fluor gazeux dont tétra-fluorure de silice (SiF4) et acide fluorhydrique (HF), facilement combinés à la vapeur d'eau atmosphérique, puis déposés sur les sols et les plantes, ou inhalés par des organismes vivants).
Le fluor particulaire est plus stable, mais en condition humide et/ou acide, il s'hydrolyse progressivement et peut alors pénétrer les végétaux (y compris les lichens, mousses et algues épiphytes ou couvrant le sol).
Les fluorures ne persistent que peu dans l'air, d'où le fait que la pollution par le fluor a des effets « localisés autour des sources d'émission », mais dans les vallées ou certains types de relief, en raison des vents, des dépôts importants peuvent être constatés à des distances de 1 à 2 km voire plus du point d'émission. Dans les zones où l'air est pollué de manière chronique ou forte par du fluor, des nécroses sont observées sur le lichen X. parietina (avec changement de couleur, le lichen passant du jaune au noir) mais ces effets peuvent aussi être induits par d'autres polluants tels que les oxydes de soufre.
Les sols (et/ou la nappe sous-jacente) peuvent aussi être pollués par des sources industrielles de fluor.
Les cultures agricoles et fruitières ou la viticulture peuvent ainsi être contaminées par des sources industrielles relativement distantes, comme cela a été montré dans les années 1970 dans le Vignoble du Valais.
Environ un tiers de la population mondiale consomme de l'eau potable provenant des nappes phréatiques. Un nombre approximatif de 300 millions de personnes puisent leur eau dans des nappes phréatiques fortement polluées par de l'arsenic et du fluorure. Ces éléments traces sont le plus souvent d'origine naturelle et proviennent des roches et des sédiments lessivés par l'eau. En 2008, l'Institut Suisse de Recherche de l'Eau Eawag a présenté une nouvelle méthode permettant d'établir des cartes des risques pour les substances toxiques géogènes dans les eaux souterraines. Cela permet de déterminer plus efficacement quelles sources devraient être contrôlées,,,. En 2016, le groupe de recherche a mis ses connaissances en libre accès sur la plate-forme GAP (Groundwater Assessment Platform / www.gapmaps.org). Celle-ci permet aux spécialistes du monde entier de charger leurs propres données de mesure, de les visualiser et de créer des cartes des risques pour des régions de leur choix. La plate-forme sert également de forum d'échange de connaissances afin de contribuer au développement de méthodes visant à éliminer les substances toxiques de l'eau.

### Toxicité aiguë et chronique par ingestion
(juillet 2020).
- 2 mg/jour : risque de fluorose dentaire
- 10  à   40 mg/jour : fluorose du squelette
- 20  à   80 mg/jour : fluorose ankylosante
- 100 mg/jour : retard de croissance
- 125 mg/jour : altération rénale
- 200  à   500 mg/jour : dose létale

Fluorose dentaire :
- stade 1 : douteux : petites taches blanches ;
- stade 2 : fluorose très légère : liserés blancs sur les bords libres et cuspides ;
- stade 3 : larges plaques blanchâtres ou brunâtres supérieures à 25 % de la surface dentaire ;
- stade 4 : fluorose modérée : colorations brunes, puis sur les faces linguales et vestibulaires.

### Réglementation
Diverses normes et règlements existent, selon les pays et les usages de certains produits.
En France, la fluoration de l'eau est autorisée sous forme d'hexafluorosilicate de sodium et d'acide hexafluorosilicique ; cependant, peu d'informations sont disponibles sur son utilisation réelle dans la production d'eau du robinet. En revanche, la fluoration du sel est autorisée et encouragée. Celui-ci doit alors être étiqueté sel fluoré ou sel iodé et fluoré, ce qui signifie qu'il est supplémenté en fluor à raison de 250 mg/kg sous la forme de fluorure de potassium (par voie humide). Cette fluoration a été encouragée en 1986 par la direction générale de la Santé pour la prévention en masse des caries dans la population. Les emballages doivent alors aussi alerter le consommateur par la mention : « ne pas consommer si l'eau de boisson contient plus de 0,5 mg/litre de fluor ». La loi autorise depuis 1993 l'usage de sel fluoré dans les cantines scolaires si les exploitants se sont assurés que l'eau distribuée ne présentait pas une teneur en fluor supérieure à 0,5 mg/l.

## Dans la culture

### Au cinéma
- Dans le film Docteur Folamour (Dr. Strangelove or: How I Learned to Stop Worrying and Love the Bomb) de Stanley Kubrick (sorti en 1964), le personnage du général fou Jack D. Ripper (interprété par Sterling Hayden) est obsédé par le fluor : il imagine un complot communiste, néfaste pour la santé humaine (des empoisonnements sournois des « fluides corporels » par l'eau et même les glaces), une prétendue fluoration des aliments amenant entre autres choses l'impuissance sexuelle. Une telle théorie du complot a bel et bien existé aux États-Unis.